# Бор (Мезенский район)
Бор — деревня в Мезенском районе Архангельской области. Входит в состав Мезенского городского поселения.

## География
Деревня расположена в северной части области на расстоянии примерно в 16 километрах по прямой к юго-востоку от районного центра Мезени.
Часовой пояс
Деревня Бор как и вся Архангельская область, находится в часовой зоне МСК (московское время). Смещение применяемого времени относительно UTC составляет +3:00.

## Население
| 2002 | 2010 | 2012 |
| ---- | ---- | ---- |
| 0    | →0   | →0   |